# Rupa
Rupa (italsky Ruppa) je vesnice v Chorvatsku v Přímořsko-gorskokotarské župě, nacházející se těsně u slovinských hranic. Je součástí opčiny Matulji, nachází se asi 11 km jihovýchodně od slovinského města Ilirska Bistrica a asi 14 km severozápadně od Kastavu. V roce 2011 zde žilo 349 obyvatel. Počet obyvatel od roku 1981, kdy zde žilo 283 obyvatel, pravidelně stoupá.
U Rupy začíná dálnice A7, která zde navazuje na slovinskou silnici 6. Podle Rupy je pojmenován hraniční přechod Rupa-Jelšane, most Rupa na dálnici A7 a odpočívka Rupa na též dálnici. Rupou dále prochází státní silnice D8, župní silnice Ž5017 a lokální silnice L51214.

## Sousední vesnice
| Růžice kompasu |            | Jelšane (SLO) | Novokračine (SLO) | Růžice kompasu |
| Růžice kompasu | Šapjane    | Sever         | Lipa              | Růžice kompasu |
| Růžice kompasu | Šapjane    | Rupa          | Lipa              | Růžice kompasu |
| Růžice kompasu | Šapjane    | Jih           | Lipa              | Růžice kompasu |
| Růžice kompasu | Veli Brgud |               |                   | Růžice kompasu |